# Karolina z Wartenslebenu
Karolina z Wartenslebenu (6. dubna 1844 – 10. července 1905) byla německá šlechtična, sňatkem hraběnka z Lippe-Biesterfeldu.

## Život
Narodila se v Mannheimu jako jediná dcera hraběte Leopolda z Wartenslebenu (1818–1846) a jeho manželky Matyldy Halbachové (1822–1848). Ve věku dvacetipěti let se v Neudorfu provdala za hraběte Arnošta z Lippe-Biesterfeldu (1842–1904). Narodilo se jim šest dětí:
- 1. Adéla (22. 6. 1870 Oberkassel – 3. 9. 1948 Detmold), manž. 1889 Fridrich Sasko-Meiningenský (12. 10. 1861 Meiningen – 23. 8. 1914 poblíž Namuru), padl jako velitel v první světové válce[1]
- 2. Leopold IV. (30. 5. 1871 Oberkassel – 30. 12. 1949 Detmold), kníže z Lippe v letech 1905–1918, I. manž. 1901 Berta Hesensko-Philippsthalsko-Barchfeldská (25. 10. 1874 Steinfurt – 19. 2. 1919 Detmold), II. manž. 1922 Anna z Ysenburg-Büdingenu (10. 2. 1886 Büdingen – 8. 2. 1980 Detmold)[2]
- 3. Bernhard (26. 8. 1872 Oberkassel – 19. 6. 1934 Mnichov), manž. 1909 Armgard von Cramm (18. 12. 1883 Bad Driburg – 27. 4. 1971 Diepenheim), morganatické manželství, jejich pravnučkou je bývalá nizozemská královna Beatrix[3]
- 4. Julius (2. 9. 1873 Oberkassel – 15. 9. 1952 tamtéž), manž. 1914 Marie Meklenburská (8. 5. 1878 Neustrelitz – 14. 10. 1948 Bonn)[4]
- 5. Karola (2. 9. 1873 Oberkassel – 23. 4. 1958 Detmold), svobodná a bezdětná[5]
- 6. Matylda (27. 3. 1875 Oberkassel – 12. 2. 1907 Halberstadt), svobodná a bezdětná[6]

Karolina zemřela v létě roku 1905 v Detmoldu ve věku jednašedesáti let. Svého muže přežila pouze o pár měsíců.